# Irland i Eurovision Song Contest
Irland deltog først i Eurovision Song Contest i 1965, i Napoli, og har siden deltaget hvert år, bortset fra 1983 og 2002. Landet har vundet syv gange, i 1970, 1980, 1987, 1992, 1993, 1994 og 1996, hvilket gør det til det mest vindende land i Eurovisionen. Efter 2000 har Irland dog haft sværere ved at gøre sig gældende i konkurrencen, da de kun er endt i top 10 to gange, i 2006 og i 2011.
Irland har desuden været vært for konkurrencen syv gange, i 1971, 1981, 1988, 1993, 1994, 1995 og 1997. Konkurrencen i 1993 blev afholdt i den lille by Millstreet, mens de øvrige blev afholdt i Dublin.

## Repræsentant
Nøgle
     Vinder
     Anden plads
     Tredje plads
     Sidste plads
     Deltager valgt, men konkurrerede ikke
| År                 | Kunstner                               | Sang                              | Sprog   | Oversættelse                                | Finale             | Point              | Semi                                      | Point                                     |
| ------------------ | -------------------------------------- | --------------------------------- | ------- | ------------------------------------------- | ------------------ | ------------------ | ----------------------------------------- | ----------------------------------------- |
| 1965               | Butch Moore                            | "Walking the Streets in the Rain" | Engelsk | Går på gaden i regnvejr                     | 6                  | 11                 | Ingen semifinaler                         | Ingen semifinaler                         |
| 1966               | Dickie Rock                            | "Come Back to Stay"               | Engelsk | Kom tilbage og bliv                         | 4                  | 14                 | Ingen semifinaler                         | Ingen semifinaler                         |
| 1967               | Sean Dunphy                            | "If I Could Choose"               | Engelsk | Hvis jeg kunne vælge                        | 2                  | 22                 | Ingen semifinaler                         | Ingen semifinaler                         |
| 1968               | Pat McGeegan                           | "Chance of a Lifetime"            | Engelsk | Livets chance                               | 4                  | 18                 | Ingen semifinaler                         | Ingen semifinaler                         |
| 1969               | Muriel Day                             | "The Wages of Love"               | Engelsk | Kærlighedens løn                            | 7                  | 10                 | Ingen semifinaler                         | Ingen semifinaler                         |
| 1970               | Dana                                   | "All Kinds of Everything"         | Engelsk | Alt muligt af alting                        | 1                  | 32                 | Ingen semifinaler                         | Ingen semifinaler                         |
| 1971               | Angela Farrell                         | "One Day Love"                    | Engelsk | Endagskærlighed                             | 11                 | 79                 | Ingen semifinaler                         | Ingen semifinaler                         |
| 1972               | Sandie Jones                           | "Ceol An Ghrá"                    | Irsk    | Kærlighedsmusik                             | 15                 | 72                 | Ingen semifinaler                         | Ingen semifinaler                         |
| 1973               | Maxi                                   | "Do I Dream"                      | Engelsk | Drømmer jeg                                 | 10                 | 80                 | Ingen semifinaler                         | Ingen semifinaler                         |
| 1974               | Tina Reynolds                          | "Cross Your Heart"                | Engelsk | Kryds dit hjerte                            | 7                  | 11                 | Ingen semifinaler                         | Ingen semifinaler                         |
| 1975               | The Swarbriggs                         | "That's What Friends Are For"     | Engelsk | Det er det venner er til for                | 9                  | 68                 | Ingen semifinaler                         | Ingen semifinaler                         |
| 1976               | Red Vincent Hurley                     | "When"                            | Engelsk | Når                                         | 10                 | 54                 | Ingen semifinaler                         | Ingen semifinaler                         |
| 1977               | The Swarbriggs Plus Two                | "It's Nice To Be In Love Again"   | Engelsk | Det er dejligt at være forelsket igen       | 3                  | 119                | Ingen semifinaler                         | Ingen semifinaler                         |
| 1978               | Colm T. Wilkinson                      | "Born to Sing"                    | Engelsk | Født til at synge                           | 5                  | 86                 | Ingen semifinaler                         | Ingen semifinaler                         |
| 1979               | Cathal Dunne                           | "Happy Man"                       | Engelsk | Glad mand                                   | 5                  | 80                 | Ingen semifinaler                         | Ingen semifinaler                         |
| 1980               | Johnny Logan                           | "What's Another Year?"            | Engelsk | Hvad betyder endnu et år?                   | 1                  | 143                | Ingen semifinaler                         | Ingen semifinaler                         |
| 1981               | Sheeba                                 | "Horoscopes"                      | Engelsk | Horoskoper                                  | 5                  | 105                | Ingen semifinaler                         | Ingen semifinaler                         |
| 1982               | The Duskeys                            | "Here Today Gone Tomorrow"        | Engelsk | Her i dag væk i morgen                      | 11                 | 49                 | Ingen semifinaler                         | Ingen semifinaler                         |
| Deltog ikke i 1983 |                                        |                                   |         |                                             |                    |                    |                                           |                                           |
| 1984               | Linda Martin                           | "Terminal 3"                      | Engelsk | —                                           | 2                  | 137                | Ingen semifinaler                         | Ingen semifinaler                         |
| 1985               | Maria Christian                        | "Wait Until the Weekend Comes"    | Engelsk | Vent indtil weekenden kommer                | 6                  | 91                 | Ingen semifinaler                         | Ingen semifinaler                         |
| 1986               | Luv Bug                                | "You Can Count On Me"             | Engelsk | Du kan regne med mig                        | 4                  | 96                 | Ingen semifinaler                         | Ingen semifinaler                         |
| 1987               | Johnny Logan                           | "Hold Me Now"                     | Engelsk | Hold mig nu                                 | 1                  | 172                | Ingen semifinaler                         | Ingen semifinaler                         |
| 1988               | Jump the Gun                           | "Take Him Home"                   | Engelsk | Tag ham hjem                                | 8                  | 79                 | Ingen semifinaler                         | Ingen semifinaler                         |
| 1989               | Kiev Connolly & The Missing Passengers | "The Real Me"                     | Engelsk | Den rigtige mig                             | 18                 | 21                 | Ingen semifinaler                         | Ingen semifinaler                         |
| 1990               | Liam Reilly                            | "Somewhere In Europe"             | Engelsk | Et sted i Europa                            | 2                  | 132                | Ingen semifinaler                         | Ingen semifinaler                         |
| 1991               | Kim Jackson                            | "Could It Be That I'm In Love"    | Engelsk | Er jeg mon forelsket?                       | 10                 | 47                 | Ingen semifinaler                         | Ingen semifinaler                         |
| 1992               | Linda Martin                           | "Why Me?"                         | Engelsk | Hvorfor mig?                                | 1                  | 155                | Ingen semifinaler                         | Ingen semifinaler                         |
| 1993               | Niamh Kavanagh                         | "In Your Eyes"                    | Engelsk | I dine øjne                                 | 1                  | 187                | Kvalifikacija za Millstreet               | Kvalifikacija za Millstreet               |
| 1994               | Paul Harrington & Charlie McGettigan   | "Rock'n Roll Kids"                | Engelsk | Rock'n Roll børn                            | 1                  | 226                | Ingen semifinaler                         | Ingen semifinaler                         |
| 1995               | Eddie Friel                            | "Dreamin'"                        | Engelsk | Drømmer                                     | 14                 | 44                 | Ingen semifinaler                         | Ingen semifinaler                         |
| 1996               | Eimear Quinn                           | "The Voice"                       | Engelsk | Stemmen                                     | 1                  | 162                | 2                                         | 198                                       |
| 1997               | Marc Roberts                           | "Mysterious Woman"                | Engelsk | Mystisk kvinde                              | 2                  | 157                | Ingen semifinaler                         | Ingen semifinaler                         |
| 1998               | Dawn Martin                            | "Is Always Over Now?"             | Engelsk | Er altid ovre nu?                           | 9                  | 64                 | Ingen semifinaler                         | Ingen semifinaler                         |
| 1999               | The Mullans                            | "When You Need Me"                | Engelsk | Når du behøver mig                          | 17                 | 18                 | Ingen semifinaler                         | Ingen semifinaler                         |
| 2000               | Eamonn Toal                            | "Millennium of Love"              | Engelsk | Kærlighedens årtusinde                      | 6                  | 92                 | Ingen semifinaler                         | Ingen semifinaler                         |
| 2001               | Gary O'Shaughnessy                     | "Without Your Love"               | Engelsk | Uden din kærlighed                          | 21                 | 6                  | Ingen semifinaler                         | Ingen semifinaler                         |
| Deltog ikke i 2002 |                                        |                                   |         |                                             |                    |                    |                                           |                                           |
| 2003               | Mickey Harte                           | "We've Got The World"             | Engelsk | Vi har verden                               | 11                 | 53                 | Ingen semifinaler                         | Ingen semifinaler                         |
| 2004               | Chris Doran                            | "If My World Stopped Turning"     | Engelsk | Hvis min verden holdt op med at dreje rundt | 23                 | 7                  | Blandt de 10 bedste udover Big 4 året før | Blandt de 10 bedste udover Big 4 året før |
| 2005               | Donna & Joe                            | "Love?"                           | Engelsk | Kærlighed?                                  | Ikke kvalificeret  | Ikke kvalificeret  | 14                                        | 51                                        |
| 2006               | Brian Kennedy                          | "Every Song Is a Cry For Love"    | Engelsk | Hver sang er et råb om kærlighed            | 10                 | 93                 | 9                                         | 76                                        |
| 2007               | Dervish                                | "They Can't Stop the Spring"      | Engelsk | De kan ikke stoppe foråret                  | 24                 | 5                  | Top 10 året før                           | Top 10 året før                           |
| 2008               | Dustin the Turkey                      | "Irelande Douze Pointe"           | Engelsk | Irland tolv point                           | Ikke kvalificeret  | Ikke kvalificeret  | 15                                        | 22                                        |
| 2009               | Black Daisy & Sinéad Mulvey            | "Et Cetera"                       | Engelsk | Og så videre                                | Ikke kvalificeret  | Ikke kvalificeret  | 11                                        | 52                                        |
| 2010               | Niamh Kavanagh                         | "It's For You"                    | Engelsk | Det er til dig                              | 23                 | 25                 | 9                                         | 67                                        |
| 2011               | Jedward                                | "Lipstick"                        | Engelsk | Læbestift                                   | 8                  | 119                | 8                                         | 68                                        |
| 2012               | Jedward                                | "Waterline"                       | Engelsk | Vandlinje                                   | 19                 | 46                 | 6                                         | 92                                        |
| 2013               | Ryan Dolan                             | "Only Love Survives"              | Engelsk | Kun kærlighed overlever                     | 26                 | 5                  | 8                                         | 54                                        |
| 2014               | Can-linn feat. Kasey Smith             | "Heartbeat"                       | Engelsk | Hjerteslag                                  | Ikke kvalificeret  | Ikke kvalificeret  | 12                                        | 35                                        |
| 2015               | Molly Sterling                         | "Playing With Numbers"            | Engelsk | Leger med tal                               | Ikke kvalificeret  | Ikke kvalificeret  | 12                                        | 35                                        |
| 2016               | Nicky Byrne                            | "Sunlight"                        | Engelsk | Sollys                                      | Ikke kvalificeret  | Ikke kvalificeret  | 15                                        | 46                                        |
| 2017               | Brendan Murray                         | "Dying To Try"                    | Engelsk | Dødspændt på at prøve                       | Ikke kvalificeret  | Ikke kvalificeret  | 13                                        | 86                                        |
| 2018               | Ryan O'Shaughnessy                     | "Together"                        | Engelsk | Sammen                                      | 16                 | 136                | 6                                         | 179                                       |
| 2019               | Sarah McTernan                         | "22"                              | Engelsk | —                                           | Ikke kvalificeret  | Ikke kvalificeret  | 18                                        | 16                                        |
| 2020               | Lesley Roy                             | "Story of My Life"                | Engelsk | Mit livs historie                           | Konkurrence aflyst | Konkurrence aflyst | Konkurrence aflyst                        | Konkurrence aflyst                        |
| 2021               | Lesley Roy                             | "Maps"                            | Engelsk | Kort                                        | Ikke kvalificeret  | Ikke kvalificeret  | 16                                        | 20                                        |
| 2022               | Brooke                                 | "That's Rich"                     | Engelsk | Det er for meget                            | Ikke kvalificeret  | Ikke kvalificeret  | 15                                        | 47                                        |
| 2023               | Wild Youth                             | "We Are One"                      | Engelsk | Vi er en                                    | Ikke kvalificeret  | Ikke kvalificeret  | 12                                        | 10                                        |
| 2024               | Bambie Thug                            | "Doomsday Blue"                   | Engelsk | Dommedagsblues                              | 6                  | 278                | 3                                         | 124                                       |
| 2025               | Emmy                                   | "Laika Party"                     | Engelsk | Laika-fest                                  | Ikke kvalificeret  | Ikke kvalificeret  | 13                                        | 28                                        |

## Pointstatistik (1965-2025)

### Flest point til og fra - top 5
NB: Kun point givet i finalerne er talt med.
| Irland har givet flest point til | Irland har givet flest point til | Irland har givet flest point til |
| Placering                        | Land                             | Point                            |
| -------------------------------- | -------------------------------- | -------------------------------- |
| 1                                | Storbritannien                   | 272                              |
| 2                                | Sverige                          | 237                              |
| 3                                | Frankrig                         | 186                              |
| 4                                | Norge                            | 180                              |
| 5                                | Tyskland                         | 174                              |

| Irland har modtaget flest point fra | Irland har modtaget flest point fra | Irland har modtaget flest point fra |
| Placering                           | Land                                | Point                               |
| ----------------------------------- | ----------------------------------- | ----------------------------------- |
| 1                                   | Storbritannien                      | 274                                 |
| 2                                   | Sverige                             | 244                                 |
| 3                                   | Frankrig                            | 194                                 |
| 4                                   | Norge                               | 180                                 |
| 5                                   | Tyskland                            | 174                                 |

### 12 point til og fra
NB: Kun 12 point givet i finalerne siden er talt med.
| Irland har modtaget 12 point fra | Irland har modtaget 12 point fra                                             | Irland har modtaget 12 point fra |
| År                               | Jury                                                                         | Televoting                       |
| -------------------------------- | ---------------------------------------------------------------------------- | -------------------------------- |
| 1975                             | Belgien                                                                      | Ingen separat televoting         |
| 1976                             | Italien                                                                      | Ingen separat televoting         |
| 1977                             | Israel, Norge, Storbritannien, Sverige                                       | Ingen separat televoting         |
| 1978                             | Norge                                                                        | Ingen separat televoting         |
| 1980                             | Belgien, Danmark, Grækenland, Norge, Schweiz, Storbritannien, Tyskland       | Ingen separat televoting         |
| 1981                             | Cypern, Danmark                                                              | Ingen separat televoting         |
| 1984                             | Belgien, Italien, Schweiz, Sverige                                           | Ingen separat televoting         |
| 1985                             | Italien                                                                      | Ingen separat televoting         |
| 1986                             | Danmark, Spanien, Østrig                                                     | Ingen separat televoting         |
| 1987                             | Belgien, Finland, Holland, Italien, Schweiz, Storbritannien, Sverige, Østrig | Ingen separat televoting         |
| 1988                             | Spanien                                                                      | Ingen separat televoting         |
| 1990                             | Sverige, Østrig                                                              | Ingen separat televoting         |
| 1992                             | Grækenland, Malta, Tyrkiet                                                   | Ingen separat televoting         |
| 1993                             | Italien, Malta, Norge, Schweiz, Slovenien, Storbritannien, Sverige           | Ingen separat televoting         |
| 1994                             | Holland, Island, Kroatien, Norge, Portugal, Rusland, Schweiz, Tyskland       | Ingen separat televoting         |
| 1996                             | Bosnien-Hercegovina, Estland, Holland, Polen, Schweiz, Slovenien, Tyrkiet    | Ingen separat televoting         |
| 1997                             | Storbritannien                                                               | Ingen separat televoting         |
| 1999                             | Litauen                                                                      | Ingen separat televoting         |
| 2003                             | Storbritannien                                                               | Ingen separat televoting         |
| 2011                             | Danmark, Storbritannien, Sverige                                             | Ingen separat televoting         |
| 2024                             | Australien                                                                   | Modtog ikke 12 point             |

| Irland har givet 12 point til | Irland har givet 12 point til | Irland har givet 12 point til |
| År                            | Jury                          | Televoting                    |
| ----------------------------- | ----------------------------- | ----------------------------- |
| 1975                          | Frankrig                      | Ingen separat televoting      |
| 1976                          | Italien                       | Ingen separat televoting      |
| 1977                          | Finland                       | Ingen separat televoting      |
| 1978                          | Belgien                       | Ingen separat televoting      |
| 1979                          | Israel                        | Ingen separat televoting      |
| 1980                          | Schweiz                       | Ingen separat televoting      |
| 1981                          | Schweiz                       | Ingen separat televoting      |
| 1982                          | Tyskland                      | Ingen separat televoting      |
| 1984                          | Sverige                       | Ingen separat televoting      |
| 1985                          | Norge                         | Ingen separat televoting      |
| 1986                          | Belgien                       | Ingen separat televoting      |
| 1987                          | Italien                       | Ingen separat televoting      |
| 1988                          | Luxembourg                    | Ingen separat televoting      |
| 1989                          | Jugoslavien                   | Ingen separat televoting      |
| 1990                          | Italien                       | Ingen separat televoting      |
| 1991                          | Malta                         | Ingen separat televoting      |
| 1992                          | Østrig                        | Ingen separat televoting      |
| 1993                          | Holland                       | Ingen separat televoting      |
| 1994                          | Ungarn                        | Ingen separat televoting      |
| 1995                          | Sverige                       | Ingen separat televoting      |
| 1996                          | Sverige                       | Ingen separat televoting      |
| 1997                          | Storbritannien                | Ingen separat televoting      |
| 1998                          | Malta                         | Ingen separat televoting      |
| 1999                          | Slovenien                     | Ingen separat televoting      |
| 2000                          | Danmark                       | Ingen separat televoting      |
| 2001                          | Danmark                       | Ingen separat televoting      |
| 2003                          | Norge                         | Ingen separat televoting      |
| 2004                          | Sverige                       | Ingen separat televoting      |
| 2005                          | Letland                       | Ingen separat televoting      |
| 2006                          | Litauen                       | Ingen separat televoting      |
| 2007                          | Litauen                       | Ingen separat televoting      |
| 2008                          | Letland                       | Ingen separat televoting      |
| 2009                          | Island                        | Ingen separat televoting      |
| 2010                          | Danmark                       | Ingen separat televoting      |
| 2011                          | Danmark                       | Ingen separat televoting      |
| 2012                          | Sverige                       | Ingen separat televoting      |
| 2013                          | Danmark                       | Ingen separat televoting      |
| 2014                          | Østrig                        | Ingen separat televoting      |
| 2015                          | Letland                       | Ingen separat televoting      |
| 2016                          | Belgien                       | Litauen                       |
| 2017                          | Belgien                       | Rumænien                      |
| 2018                          | Cypern                        | Litauen                       |
| 2019                          | Sverige                       | Norge                         |
| 2021                          | Frankrig                      | Litauen                       |
| 2022                          | Spanien                       | Ukraine                       |
| 2023                          | Sverige                       | Finland                       |
| 2024                          | Schweiz                       | Kroatien                      |
| 2025                          | Østrig                        | Polen                         |

### Flest point til og fra - alle lande
NB: Kun point givet i finalerne er talt med.
| Irland har givet point til | Irland har givet point til | Irland har givet point til |
| Placering                  | Land                       | Point                      |
| -------------------------- | -------------------------- | -------------------------- |
| 1                          | Storbritannien             | 274                        |
| 2                          | Sverige                    | 244                        |
| 3                          | Frankrig                   | 194                        |
| 4                          | Norge                      | 180                        |
| 5                          | Tyskland                   | 174                        |
| 6                          | Holland                    | 161                        |
| 7                          | Schweiz                    | 152                        |
| 8                          | Belgien                    | 140                        |
| =                          | Israel                     | 140                        |
| 10                         | Litauen                    | 131                        |
| 11                         | Danmark                    | 127                        |
| =                          | Italien                    | 127                        |
| 13                         | Østrig                     | 119                        |
| 14                         | Malta                      | 115                        |
| 15                         | Finland                    | 111                        |
| 16                         | Luxembourg                 | 103                        |
| 17                         | Spanien                    | 94                         |
| 18                         | Ukraine                    | 90                         |
| 19                         | Estland                    | 79                         |
| 20                         | Island                     | 78                         |
| 21                         | Letland                    | 74                         |
| 22                         | Rusland                    | 70                         |
| 23                         | Polen                      | 67                         |
| 24                         | Cypern                     | 65                         |
| =                          | Portugal                   | 65                         |
| 26                         | Rumænien                   | 56                         |
| 27                         | Jugoslavien                | 52                         |
| 28                         | Kroatien                   | 48                         |
| 29                         | Bulgarien                  | 42                         |
| 30                         | Monaco                     | 38                         |
| 31                         | Grækenland                 | 37                         |
| 32                         | Moldova                    | 33                         |
| 33                         | Australien                 | 31                         |
| 34                         | Slovenien                  | 24                         |
| =                          | Ungarn                     | 24                         |
| 36                         | Tjekkiet                   | 19                         |
| 37                         | Aserbajdsjan               | 16                         |
| =                          | Tyrkiet                    | 16                         |
| 39                         | Serbien                    | 11                         |
| 40                         | Bosnien-Hercegovina        | 8                          |
| 41                         | Armenien                   | 7                          |
| 42                         | Georgien                   | 6                          |
| 43                         | Nordmakedonien             | 5                          |
| 44                         | Albanien                   | 4                          |
| 45                         | Serbien og Montenegro      | 3                          |
| 46                         | Andorra                    | 0                          |
| =                          | Hviderusland               | 0                          |
| =                          | Marokko                    | 0                          |
| =                          | Montenegro                 | 0                          |
| =                          | San Marino                 | 0                          |
| =                          | Slovakiet                  | 0                          |

| Irland har modtaget point fra | Irland har modtaget point fra | Irland har modtaget point fra |
| Placering                     | Land                          | Point                         |
| ----------------------------- | ----------------------------- | ----------------------------- |
| 1                             | Storbritannien                | 270                           |
| 2                             | Sverige                       | 231                           |
| 3                             | Schweiz                       | 192                           |
| 4                             | Østrig                        | 177                           |
| 5                             | Norge                         | 174                           |
| 6                             | Belgien                       | 170                           |
| 7                             | Spanien                       | 169                           |
| 8                             | Tyskland                      | 165                           |
| 9                             | Holland                       | 159                           |
| 10                            | Danmark                       | 146                           |
| =                             | Portugal                      | 146                           |
| 12                            | Finland                       | 132                           |
| 13                            | Italien                       | 131                           |
| 14                            | Frankrig                      | 120                           |
| 15                            | Tyrkiet                       | 119                           |
| 16                            | Luxembourg                    | 116                           |
| 17                            | Grækenland                    | 101                           |
| 18                            | Malta                         | 97                            |
| 19                            | Cypern                        | 94                            |
| 20                            | Island                        | 68                            |
| =                             | Israel                        | 68                            |
| 22                            | Jugoslavien                   | 64                            |
| 23                            | Kroatien                      | 57                            |
| 24                            | Estland                       | 46                            |
| =                             | Polen                         | 46                            |
| 26                            | Bosnien-Hercegovina           | 45                            |
| 27                            | Monaco                        | 44                            |
| 28                            | Litauen                       | 40                            |
| 29                            | Slovenien                     | 37                            |
| 30                            | Australien                    | 32                            |
| 31                            | Tjekkiet                      | 27                            |
| =                             | Ungarn                        | 27                            |
| 33                            | Slovakiet                     | 25                            |
| 34                            | Letland                       | 24                            |
| 35                            | Rusland                       | 22                            |
| 36                            | Rumænien                      | 21                            |
| =                             | Ukraine                       | 21                            |
| 38                            | Aserbajdsjan                  | 15                            |
| 39                            | San Marino                    | 13                            |
| 40                            | Albanien                      | 12                            |
| 41                            | Serbien                       | 9                             |
| 42                            | Nordmakedonien                | 7                             |
| 43                            | Armenien                      | 5                             |
| 44                            | Andorra                       | 4                             |
| =                             | Bulgarien                     | 4                             |
| =                             | Georgien                      | 4                             |
| 47                            | Moldova                       | 2                             |
| 48                            | Hviderusland                  | 1                             |
| 49                            | Marokko                       | 0                             |
| =                             | Montenegro                    | 0                             |
| =                             | Serbien og Montenegro         | 0                             |

## Vært
| År   | By         | Scene                | Værter                          |
| ---- | ---------- | -------------------- | ------------------------------- |
| 1971 | Dublin     | Gaiety Theatre       | Bernadette Ni Ghallchoir        |
| 1981 | Dublin     | Royal Dublin Society | Doireann Ni Bhríain             |
| 1988 | Dublin     | Royal Dublin Society | Pat Kenny & Michelle Rocca      |
| 1993 | Millstreet | Green Glens Arena    | Fionnuala Sweeney               |
| 1994 | Dublin     | The Point Theatre    | Cynthia Ni Mhurchu & Gerry Ryan |
| 1995 | Dublin     | The Point Theatre    | Mary Kennedy                    |
| 1997 | Dublin     | The Point Theatre    | Ronan Keating & Carrie Crowley  |

## Kommentatorer og jurytalsmænd
| År   | Kommentator                          | Jurytalsmand          |
| ---- | ------------------------------------ | --------------------- |
| 1965 | Bunny Carr                           | Frank Hall            |
| 1966 | Brendan O'Reilly                     | Frank Hall            |
| 1967 | Brendan O'Reilly                     | Gay Byrne             |
| 1968 | Brendan O'Reilly                     | Gay Byrne             |
| 1969 | Gay Byrne                            | John Skehan           |
| 1970 | Valerie McGovern                     | John Skehan           |
| 1971 | Noel Andrews                         | Ingen jurytalsmand    |
| 1972 | Mike Murphy                          | Ingen jurytalsmand    |
| 1973 | Mike Murphy                          | Ingen jurytalsmand    |
| 1974 | Mike Murphy                          | Brendan Balfe         |
| 1975 | Mike Murphy                          | Brendan Balfe         |
| 1976 | Mike Murphy                          | Brendan Balfe         |
| 1977 | Mike Murphy                          | Brendan Balfe         |
| 1978 | Larry Gogan                          | John Skehan           |
| 1979 | Mike Murphy                          | David Heffernan       |
| 1980 | Larry Gogan                          | David Heffernan       |
| 1981 | Larry Gogan                          | John Skehan           |
| 1982 | Larry Gogan                          | John Skehan           |
| 1983 | Terry Wogan (via BBC)                | Deltog ikke           |
| 1984 | Gay Byrne                            | John Skehan           |
| 1985 | Linda Martin                         | John Skehan           |
| 1986 | Brendan Balfe                        | John Skehan           |
| 1987 | Marty Whelan                         | Brendan Balfe         |
| 1988 | Mike Murphy                          | John Skehan           |
| 1989 | Ronan Collins & Michelle Rocca       | Eileen Dunne          |
| 1990 | Jimmy Greeley & Clíona Ní Bhuachalla | Eileen Dunne          |
| 1991 | Pat Kenny                            | Eileen Dunne          |
| 1992 | Pat Kenny                            | Eileen Dunne          |
| 1993 | Pat Kenny                            | Eileen Dunne          |
| 1994 | Pat Kenny                            | Eileen Dunne          |
| 1995 | Pat Kenny                            | Eileen Dunne          |
| 1996 | Pat Kenny                            | Eileen Dunne          |
| 1997 | Pat Kenny                            | Eileen Dunne          |
| 1998 | Pat Kenny                            | Eileen Dunne          |
| 1999 | Pat Kenny                            | Clare McNamara        |
| 2000 | Marty Whelan                         | Derek Mooney          |
| 2001 | Marty Whelan                         | Bláthnaid Ní Chofaigh |
| 2002 | Marty Whelan                         | Deltog ikke           |
| 2003 | Marty Whelan & Phil Coulter          | Pamela Flood          |
| 2004 | Marty Whelan                         | Johnny Logan          |
| 2005 | Marty Whelan                         | Dana                  |
| 2006 | Marty Whelan                         | Eimear Quinn          |
| 2007 | Marty Whelan                         | Linda Martin          |
| 2008 | Marty Whelan                         | Niamh Kavanagh        |
| 2009 | Marty Whelan                         | Derek Mooney          |
| 2010 | Marty Whelan                         | Derek Mooney          |
| 2011 | Marty Whelan                         | Derek Mooney          |
| 2012 | Marty Whelan                         | Gráinne Seoige        |
| 2013 | Marty Whelan                         | Nicky Byrne           |
| 2014 | Marty Whelan                         | Nicky Byrne           |
| 2015 | Marty Whelan                         | Nicky Byrne           |
| 2016 | Marty Whelan                         | Sinéad Kennedy        |
| 2017 | Marty Whelan                         | Nicky Byrne           |
| 2018 | Marty Whelan                         | Nicky Byrne           |
| 2019 | Marty Whelan                         | Sinéad Kennedy        |
| 2021 | Marty Whelan                         | Ryan O'Shaughnessy    |
| 2022 | Marty Whelan                         | Linda Martin          |
| 2023 | Marty Whelan                         | Niamh Kavanagh        |
| 2024 | Marty Whelan                         | Paul Harrington       |
| 2025 | Marty Whelan                         | Nicky Byrne           |

## Galleri
- Dervish i Helsinki (2007)
- Dustin the Turkey i Beograd (2008)
- Jedward i Düsseldorf (2011)
- Emmy i Basel (2025)